# 大雁镇
大雁镇，是中华人民共和国内蒙古自治区呼伦贝尔市鄂温克族自治旗下辖的一个乡镇级行政单位。
其前身是大雁矿区，2006年改为镇。

## 行政区划
大雁镇下辖以下地区：
向华社区、向辉社区、胜利社区、向前社区、前卫社区、雁北社区、永安社区、金雁社区和雁南社区。